# Mia Gommers
Maria Francisca Philomena »Mia« Gommers-Hoogakkers, nizozemska atletinja, * 26. september 1939, Stein, Nizozemska.
Nastopila je na poletnih olimpijskih igrah leta 1968, kjer je osvojila bronasto medaljo v teku na 800 m. Na evropskih prvenstvih je osvojila srebrno medaljo v teku na 1500 m leta 1969. 14. junija 1969 je postavila svetovni rekord v teku na miljo s časom 4:36,8 s, veljal je dve leti, 13. oktobra 1967 pa še svetovni rekord v teku na 1500 m s časom 4:15,6 s, veljal je do julija 1969.